# Mary Helen Carlisle
Mary Helen Carlisle (Grahamstown, 20 de noviembre de 1869-17 de marzo de 1925) fue una pintora británica. 

## Trayectoria
Carlisle nació en Grahamstown, Sudáfrica. Acudió a la escuela en Inglaterra. Su primera exposición fue en la Royal Academy en 1890. Estudió arte en París entre 1890 y 1895 en la Academia Julian bajo la dirección de William-Adolphe Bouguereau, Tony Robert-Fleury y Benjamin Jean-Joseph Constant. Entre sus contemporáneas femeninas en la Academia se encontraron Rose-Marie Guillaume y Amelie Beaury-Saurel. Después de viajar a los Estados Unidos de América, residió en California entre 1911 y 1915, posteriormente, se trasladó a Nueva York.
Sus obras se caracterizaron por estar trabajadas en pasteles y óleos. Contó también con pinturas de paisaje, miniaturas y retratos. Las miniaturas que realizó de la Reina Victoria y la Princesa Mary se encuentran en la National Portrait Gallery de Londres.
Carlisle fue una artista de renombre internacional y sus obras se exhibieron en la Royal Academy of Arts de Londres; el Salón de París; Walker's Art Gallery, Londres; Galería Charles Cobb, Boston; Knoedler & Co., Nueva York; y Steckel Gallery, Los Ángeles.
Carlisle falleció el 17 de marzo de 1925. 

## Galería

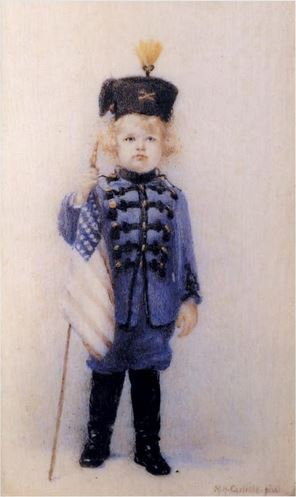
Lorillard S. Spencer
Mary Helen Carlisle

- Datos: Q19802399
- Multimedia: Mary Helen Carlisle / Q19802399